# Казнено-поправни завод у Сремској Митровици
Казнено-поправни завод у Сремској Митровици је затвор општег типа, а по степену обезбеђења, установа са затвореним, полуотвореним и отвореним одељењима, као и одељењем за извршење мера притвора.
У оквиру затвора функционишу и две привредне јединице које се баве туризмом и угоститељством и пољопривредом (ратарством и сточарством) и производњом.
У саставу Завода налази се и Музеј КПЗ у коме је артефактима приказана његова вишевековна историја, а уметничким инсталацијама и фотографијама злочиначка активност затворског особља према затвореницима у Првом и Другог светском рату.

## Историја
Затвор је грађен од 1895. до 1899. године по наредби цара Фрање Јосифа, пошто се Сремска Митровица тада налазила у саставу Аустроугарске. Након 1918. затвор се налазио у саставу казненог система Краљевине СХС, односно Краљевине Југославије. У току Другог светског рата био је у систему затвора Независне Државе Хрватске, а од ослобођења 1944. године је у систему извршења кривичних санкција Социјалистичке Федеративне Републике Југославије, односно Републике Србије.
Завод је у архитектонском смислу сачувао првобитни изглед и до сада нису вршене никакве интервенције. У архитектонском смислу уочљив је утицај „пенсилванијског стила”, који се огледа у пројектовању спољних ћелија, које се наслањају на спољашњи зид објекта, тако да у просторије допире природна светлост и ваздух. Данас је у затвору примењен „ирски систем” извршења казне, мада су у појединим периодима његовог развоја били примењивани ћелијски и прогресивни систем.
У овом затвору се у периоду пре Другог светског рата, као и после њега налазио и одређени број политичких затвореника.  Непосредно пред почетак Другог светског рата, 1941. године у затвору се налазила група од 32 политичка затвореника-комуниста, која је у ноћи 21/22. августа 1941. године извршила чувено бекство прокопавши подземни тунел испод зидина затвора.
Током побуне осуђених лица 2000. године у потпуности је уништен трећи павиљон који је до тада имао капацитет за смештај приближно 500 осуђеника.

## Затвор данас
У затвореном делу затвора налазе се три павиљона – за смештај осуђених лица, школа, болница, црква, одмаралиште за осуђена лица, спортски центар и помоћни објекти. Црква је саграђена 1893. године и имала је два духовника – православне и римокатоличке вероисповести, а касније је била претворена у дом културе. Један од павиљона је био намењен за прву фазу прогресивног система издржавања казне, коју је карактерисала изолација, док су друга два павиљона била намењена за извршење друге фазе заједничког, групног издржавања казне.
У архитектонском смислу, павиљони се разликују, јер је први павиљон намењен за почетну фазу ћелијског, индивидуалног смештаја, док други павиљон чини више заједничких просторија великог капацитета, које истовремено представљају просторије за дневни боравак и спаваонице идентичне величине са 80 до 90 осуђеника у свакој. У малим просторијама објекта, првобитно намењеном за фазу изолације, сада су смештени осуђеници по двојица, тројица или четворица, као и осуђеници који издржавају дисциплинску казну упућивања у самицу. Овим просторијама приступа се преко галерије, која је на два нивоа. У склопу павиљона се налазе и заједничке просторије и канцеларије особља.
Трећи павиљон намењен је за издржавања казне млађих пунолетних лица и у њему је смештено пријемно одељење. Касније су изграђени објекти полуотвореног и отвореног одељења у лепом природном амбијенту, чиме је створена заокружена целина система.
Капацитет КПЗ Сремска Митровица је пројектован за смештај 1.150 осуђених лица, а просечно бројно стање је 1.280 осуђених лица и 65 притвореника који се налазе у истражном одељењу. Ово је једина затворска установа у Србији у којој казне издржавају и страни држављани.
У оквиру затвора функционишу и две привредне јединице – „Пролеће”, која се бави туризмом и угоститељством, као и ратарском и сточарском производњом и „Дубрава”, која у свом оквиру садржи металски погон, дрвни погон као и картонажу и штампарију.

## Познати затвореници
- Слободан Бајић Паја
- Јован Веселинов
- Жарко Зрењанин
- Милован Ђилас
- Јосип Краш
- Станко Пауновић Вељко
- Спасоје Стејић Баћо
- Маријан Стилиновић
- Јован Трајковић
- Андрија Хебранг
- Дарко Шарић